# دروجكيفكا (فولغوغراد)
دروزهكيفكا (الروسية: Дружківка) هي مدينة في مقاطعة فولغوغراد أوبلاست في  أوكرانيا.
يبلغ عدد سكانها حوالي 30500 نسمة.

## معرض صور

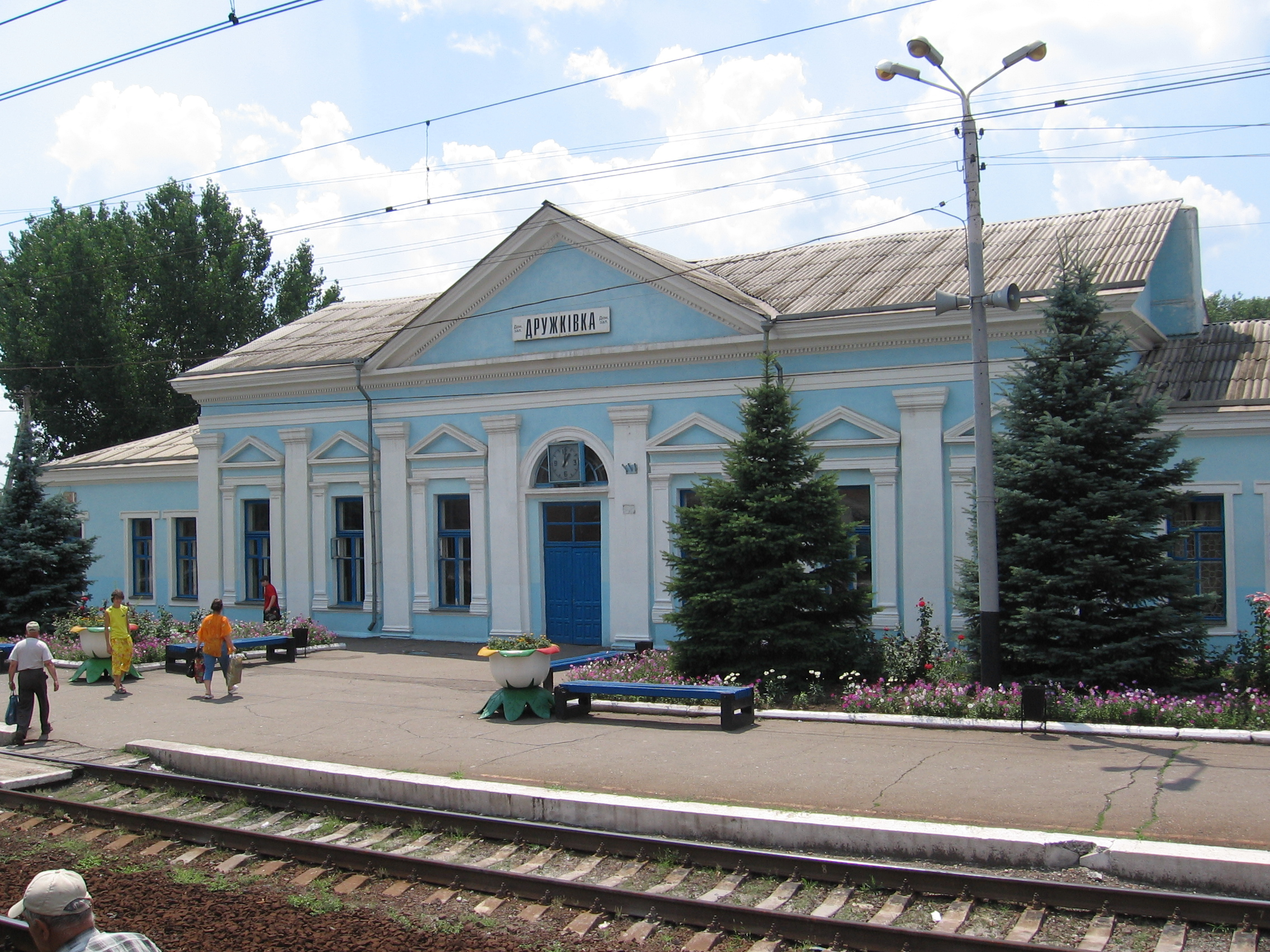
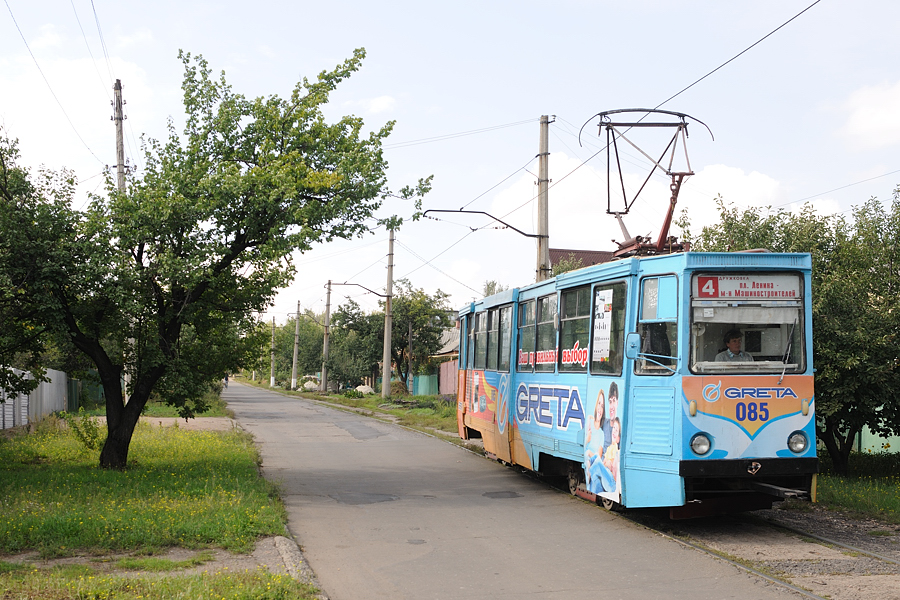
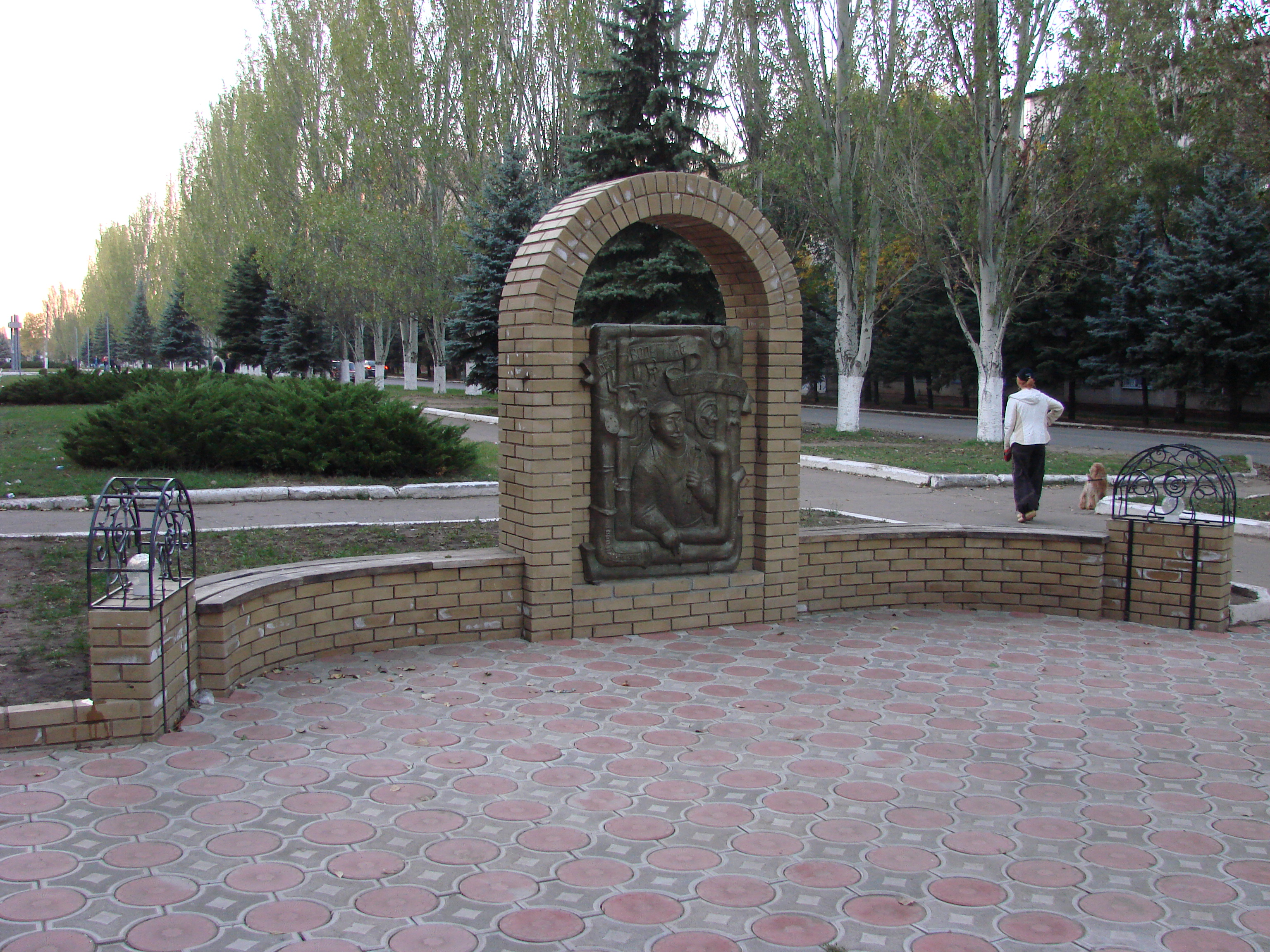

## أعلام
- دميترو زابيرتشينكو
- ماكسيم لوتسينكو